# كريستوفر برايس (سياسي)
كريستوفر برايس (بالإنجليزية: Christopher Price)‏ هو سياسي بريطاني، ولد في 26 يناير 1932 في المملكة المتحدة، وتوفي في 21 فبراير 2015. حزبياً، نشط في حزب العمال.

## مناصب
- في الانتخابات العامة في المملكة المتحدة 1966 [الإنجليزية]‏، انتخب عضو البرلمان الرابع والأربعون للمملكة المتحدة عن دائرة برمنغهام، بيري بر (31 مارس 1966 – 29 مايو 1970).
- في الانتخابات العامة في المملكة المتحدة فبراير 1974 [الإنجليزية]‏، انتخب عضو البرلمان السادس والأربعون للمملكة المتحدة عن دائرة لويشام الغربية خلال فترته النيابية ‏ (28 فبراير 1974 – 20 سبتمبر 1974).
- في الانتخابات العامة في المملكة المتحدة أكتوبر 1974 [الإنجليزية]‏، انتخب عضو البرلمان السابع والأربعون للمملكة المتحدة عن دائرة لويشام الغربية خلال فترته النيابية ‏ (10 أكتوبر 1974 – 7 أبريل 1979).
- في الانتخابات العامة للمملكة المتحدة 1979 [الإنجليزية]‏، انتخب عضو البرلمان الثامن والأربعون للمملكة المتحدة عن دائرة لويشام الغربية خلال فترته النيابية ‏ (3 مايو 1979 – 13 مايو 1983).
- انتخب عضو في البرلمان الأوروبي.